# Flavio Anastasia
Flavio Anastasia (né le 30 janvier 1969 à Mariano Comense) est un coureur cycliste italien. Il a été champion du monde du contre-la-montre par équipes en 1991, avec Luca Colombo, Gianfranco Contri et Andrea Peron. L'année suivante, avec les mêmes coéquipiers, il a obtenu la médaille d'argent du contre-la-montre par équipes aux Jeux olympiques de Barcelone.

## Palmarès
- 1987
  - Medaglia d'Oro Città di Monza
- 1989
  -  Champion d'Italie du contre-la-montre amateur
  - Targa d'Oro Città di Varese
- 1991
  -  Champion du monde du contre-la-montre par équipes (avec Luca Colombo, Gianfranco Contri, Andrea Peron)
  -  Médaillé d'or du contre-la-montre par équipes des Jeux méditerranéens (avec Luca Colombo, Gianfranco Contri, Cristian Salvato)
  - Trophée de la ville de Castelfidardo
  - Grand Prix San Giuseppe
- 1992
  -  Médaillé d'argent du contre-la-montre par équipes des Jeux olympiques (avec Andrea Peron, Luca Colombo, Gianfranco Contri)